# Arbalétrier (charpente)
Pour les articles homonymes, voir Arbalétrier.

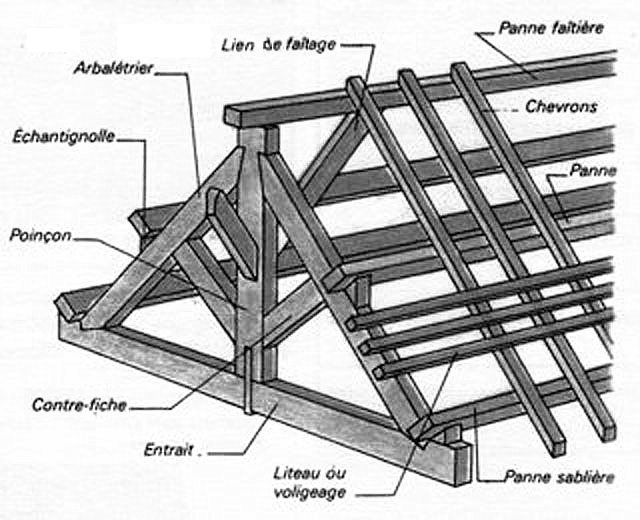
Vocabulaire de la charpente.

Arbalétrier est un terme de charpenterie.
Dans une ferme de charpente, il s'agit d'une pièce posée obliquement supportant les pannes. Les deux arbalétriers forment un triangle avec l'entrait (qui constitue la base du triangle).
Cette pièce fonctionne dans une ferme en treillis en compression, alors que l'entrait travaille en traction, dans une ferme à traverses pleines, l'arbalétrier reprend des efforts de compression et de flexion.
Début XIXe siècle, on distingue :
- arbalétrier : principale pièce d'une ferme de comble posée obliquement, assemblée d'un bout dans l'entrait et de l'autre dans le poinçon ;
- arbalétrier cintré : arbalétrier coupé en arc ;
- arbalétrier : pièce dans un cintre de pont, qui porte en décharge sur l'entrait ;
- arbalétrier courbe : arbalétrier qui s'emploie pour un comble en impériale ;
- arbalétrier de brisis : arbalétrier qui, dans un comble à la mansarde, soutient l'entrait retroussé ;
- arbalétrier à lierne : arbalétrier ordinaire, mais dans lequel la panne est assemblée dedans au lieu de porter dessus.

L'inclinaison de l'arbalétrier est de nos jours soumise aux normes de construction : en acier, on utilise l'eurocode 3, en béton on utilise les eurocodes 2 et en bois l'eurocode 5.